# Godār Sabz
Godār Sabz (persiska: گدار سبز) är en ort i Iran.   Den ligger i provinsen Kerman, i den sydöstra delen av landet, 900 km sydost om huvudstaden Teheran. Godār Sabz ligger 2 109 meter över havet och antalet invånare är 158.
Terrängen runt Godār Sabz är kuperad. Runt Godār Sabz är det glesbefolkat, med 12 invånare per kvadratkilometer. Närmaste större samhälle är Ţorang, 14,3 km söder om Godār Sabz. Omgivningarna runt Godār Sabz är i huvudsak ett öppet busklandskap.